# Marie-Nicolas-Silvestre Guillon
Pour les articles homonymes, voir Guillon (homonymie).
Marie-Nicolas-Silvestre Guillon, né à Paris le 31 décembre 1759 et mort à Montfermeil le 16 octobre 1847, est un prélat et théologien français.

## Biographie
Après des études au collège du Plessis et au collège Louis-le-Grand, il suivit des cours d'éloquence, de médecine et de sciences. Il fut nommé agrégé de rhétorique de l'Université en 1789. La même année il entra dans les ordres.
Opposé à la constitution civile du clergé, il écrivit l'Epître catholique sur le nouveau serment.
Il fut l'aumônier de la princesse de Lamballe. Quand elle fut emprisonnée, en 1792, il quitta Paris et vécut de l'exercice de la médecine à Sceaux et Bourg-la-Reine .
On raconte qu'un jour, se présentant à la porte de Paris, venant de la route d'Orléans, le factionnaire de garde, avant de le laisser passer lui demanda ses papiers. Il sortit une carte au nom de Pastel que le factionnaire vérifia d'un air soupçonneux et en lui rendant ses papiers lui dit : « tu mens, tu es un calotin réfractaire et tu te nommes Guillon », mais avant que son interlocuteur ne fût revenu de son émotion, le soldat lui dit à l'oreille : « Médecin des corps, soignez surtout les âmes ». L'abbé Guillon reconnut alors le soldat qui était  Jean-François-Étienne Borderies, du collège Sainte-Barbe, plus tard vicaire de l'église Saint-Thomas-d'Aquin, vicaire général de Paris et évêque de Versailles.
En 1801, le nouvel archevêque de Paris nomma l'abbé Guillon Chanoine honoraire et bibliothécaire de l'archevêché.
Il fut choisi en 1820 par le duc d'Orléans, le futur Louis-Philippe, pour être l'aumônier de la duchesse. Il fut, à partir de 1822, professeur d'éloquence sacrée à la faculté de théologie de la Sorbonne, dont il devait devenir doyen. En 1831, il donna les derniers sacrements à l'abbé Grégoire, malgré l'opposition de l'archevêque de Paris.
L'abbé Guillon mourut à Montfermeil le 16 octobre 1847, âgé de 87 ans, avec le titre d'aumônier de la chapelle royale de Dreux et évêque in-partibus du Maroc, en 1832. Il fut inhumé au cimetière de cette localité.
Il est surtout connu pour son Histoire générale de la philosophie ancienne et moderne jusqu'à nos jours, ou Supplément à la Bibliothèque choisie des pères grecs et latins.

## Principales publications
- Epître catholique sur le nouveau serment (1791)
- Collection ecclésiastique, ou Recueil complet des ouvrages faits depuis l'ouverture des États généraux, relativement au clergé, à sa constitution civile, dirigée par M. l'abbé Barruel, avec le concours de l'abbé M.-N.-S. Guillon (14 volumes, 1791-1793)
- Parallèle des révolutions (1792)
- Entretiens sur le suicide, ou Courage philosophique opposé au courage religieux, et réfutation des principes de Jean-Jacques Rousseau, de Montesquieu, de Madame de Staël, etc., en faveur du suicide (1802)
- Éloge de M. d'Orléans de Lamotte, évêque d'Amiens, suivi de notes historiques (1809)
- Promenade des Tuileries, ou Notice historique et critique des monuments du jardin des Tuileries, dans laquelle sont relevées les erreurs commises dans les précédentes descriptions, suivie d'une notice sur le Louvre et autres monuments. Nouvelle édition, avec estampes et spécimen des écritures de Henri IV et de S. A. R. monseigneur le duc de Berry (2e édition, 1821)
- Bibliothèque choisie des Pères de l'Église grecque et latine, ou Cours d'éloquence sacrée (36 volumes, 1822-1829)
- Histoire générale de la philosophie ancienne et moderne jusqu'à nos jours, ou Supplément à la Bibliothèque choisie des pères grecs et latins (2 volumes, 1835)
- Histoire de la nouvelle hérésie du XIXe siècle, ou Réfutation complète des ouvrages de l'abbé de La Mennais (3 volumes, 1835)
- Modèles de l'éloquence chrétienne en France, après Louis XIV, ou Année apostolique, précédée d'un discours préliminaire, contenant l'histoire abrégée de la prédication en France, depuis saint-Bernard jusqu'à nos jours (2 volumes, 1837)
- Manuel chrétien des enfants (1839)
- Examen critique des doctrines de Gibbon, du Dr Strauss et de M. Salvador, sur Jésus-Christ, son Évangile et son Église (2 volumes, 1841)
- Pèlerinage de Dreux (1846)

Édition d'ouvrages
- Anonyme : Nouveaux contes arabes, ou Supplément aux Mille et une nuits, suivis de mélanges de littérature orientale (1788)
- Alexandre Lanfant : Sermons (8 volumes, 1818)
- Jean-Baptiste Massillon : Œuvres complètes (16 volumes, 1828-1829)
- Jean de La Fontaine : Fables (2 volumes, 1829)

Traductions
- Bossuet : Dissertation sur les psaumes (1822)
- Cyprien de Carthage : Œuvres complètes (2 volumes, 1837)